# Festival du jeu vidéo
Pour les articles homonymes, voir FJV.
Le Festival du jeu vidéo (abrégé FJV) ou Paris Game Festival en anglais, était un salon annuel consacré aux jeux vidéo, créé en 2006, et organisé par la société Games Fed, pendant le mois de septembre. Il s'agissait du plus grand salon de jeux vidéo français, avant la création du Paris Games Week en 2010. Le Festival connut sa dernière édition en 2010, avant de fusionner avec le Paris Games Week.
Le Festival accueillait depuis sa création la finale française des World Cyber Games, qui est la plus grande compétition de sport électronique.

## Éditions

### Statistiques
Évolution du nombre de visiteurs au Festival du jeu vidéo
| Année | Date            | Visiteurs | Exposants | Surface d'exposition |
| ----- | --------------- | --------- | --------- | -------------------- |
| 2006  | 7-8 octobre     | 21 000    | 20        |                      |
| 2007  | 21-23 septembre | 32 000    | 60        |                      |
| 2008  | 26-28 septembre | 50 000    | 130       | 15 000 m2            |
| 2009  | 18-20 septembre | 66 000    | 160       | 20 000 m2            |
| 2010  | 10-12 septembre | 69 000    |           |                      |

### 2006
La première édition fut organisée à Montreuil, le 7 et 8 octobre 2006. 21 000 personnes ont assisté à l'événement, et une vingtaine d'exposants sont venus présenter leurs jeux dans le salon.

### 2007
La deuxième édition fut de nouveau organisée à Montreuil, du 21 au 23 septembre 2007. Sur les 9 000 m2 d'exposition, plus de 60 exposants furent présents à cette édition et 200 jeux furent présentés. Les prix du festival firent leur apparition, récompensant les meilleurs jeux vidéo français de l'année. 32 000 personnes assistèrent à cette édition.

### 2008
Le parc d'expositions de Paris-Est Montreuil étant devenu trop petit, l'édition 2008 prit place dans le hall 6 du parc des expositions de la porte de Versailles, du 26 au 28 septembre 2008. 50 000 personnes ont assisté au salon. 15 000 m2 d'exposition furent mis à disposition, avec 130 exposants, et 300 jeux présentés. Les prix du festival furent renommés en Milthon, du nom du sculpteur de la statuette servant de récompense pour le prix.

### 2009
L'édition 2009 a pris place dans le hall 4 du parc des expositions de la porte de Versailles, du 18 au 20 septembre 2009 sur 20 000 m2 d'exposition en partenariat avec le Monde du Jeu. Cette édition a encore vu son nombre de visiteurs augmenter, 66 000 personnes ayant visité les allées du festival. C'est donc à ce jour l'édition la plus visitée.

### 2010

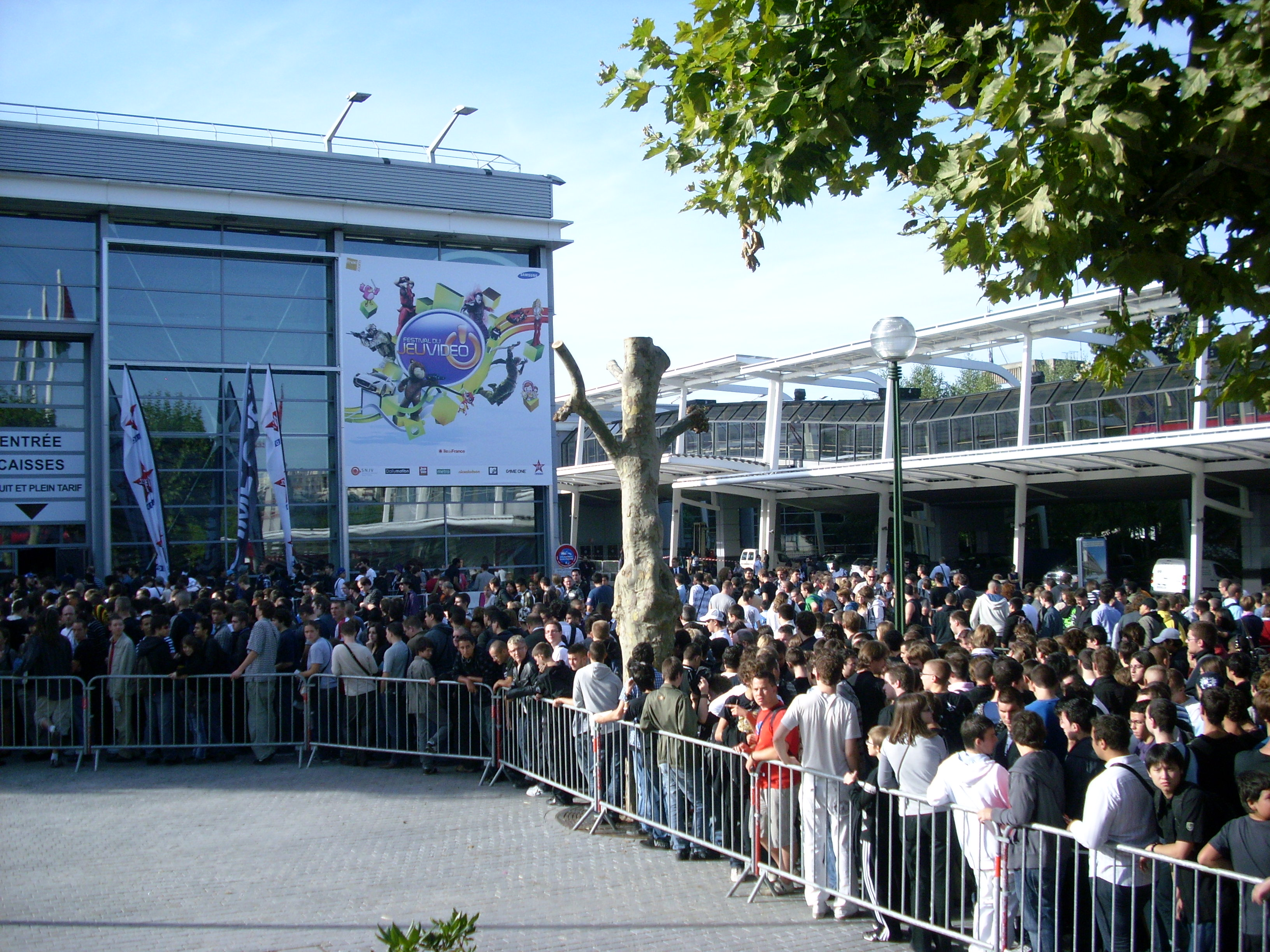
Foule au Festival du jeu vidéo 2010.

L'édition 2010 s'est tenue les 10, 11 et 12 septembre 2010, une nouvelle fois dans le hall 4 du parc des expositions de la porte de Versailles. Le contenu proposé aux visiteurs a toutefois été très différent de celui proposé les autres années. En effet, le SELL a souhaité se désengager du partenariat avec le Festival pour créer son propre salon, le Paris Games Week, considérant que le Festival visait trop un public hardcore gamer qui n'était pas adapté aux ambitions du SELL.

### La fusion avec le Paris Games Week
Le 12 avril 2011, Jean-Claude Larue, président du SELL, a annoncé qu'un espace consacré à la création française serait intégré au Paris Games Week, géré par Jonathan Dumont, fondateur du Festival du jeu vidéo. Par conséquent, le Festival fusionne avec le nouveau salon du SELL, signant la fin de ce salon.

## Milthon
Chaque année, le Festival du jeu vidéo organise une cérémonie de remise de prix décernés par un jury de professionnels aux meilleurs jeux vidéo français de l'année.